# La Casa Nova de Valls

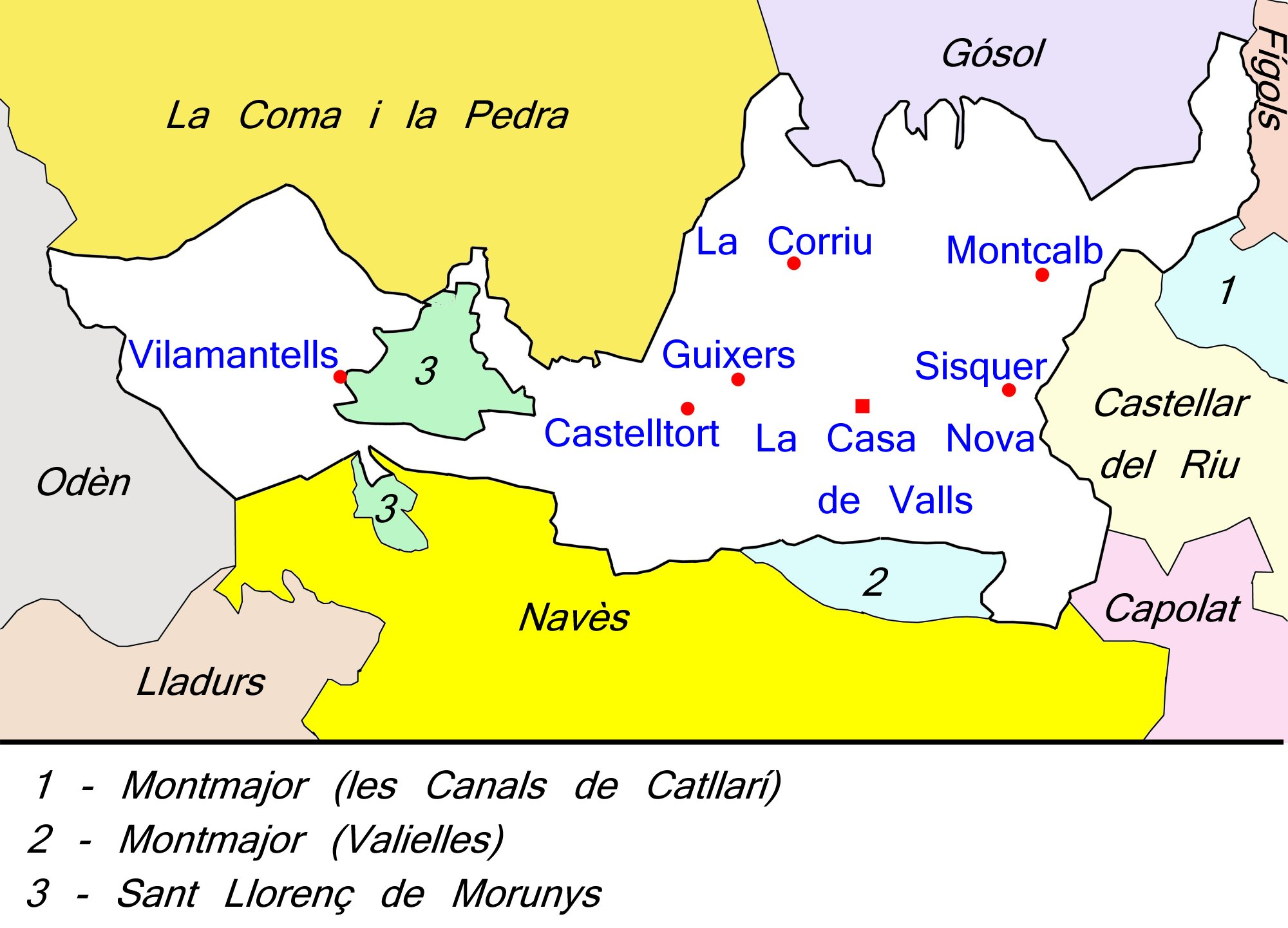
Mapa del municipi amb les seves entitats de població i els municipis limítrofs.

La Casa Nova de Valls (o en la forma abreujada de Valls) és una de les set entitats de població del municipi de Guixers, a la comarca catalana del Solsonès. És el nucli on hi ha l'ajuntament del municipi i, per tant, el que exerceix la capitalitat d'aquest.
Abasta l'ampla vall que s'obre després de l'Aigua de Valls hagi deixat enrere l'estret de Vallpregona fins al torrent de la Solana. El poblament és dispers, sense cap nucli urbà.
L'església, Santa Maria de Valls, és sufragània de la parròquia de Guixers.

## Demografia

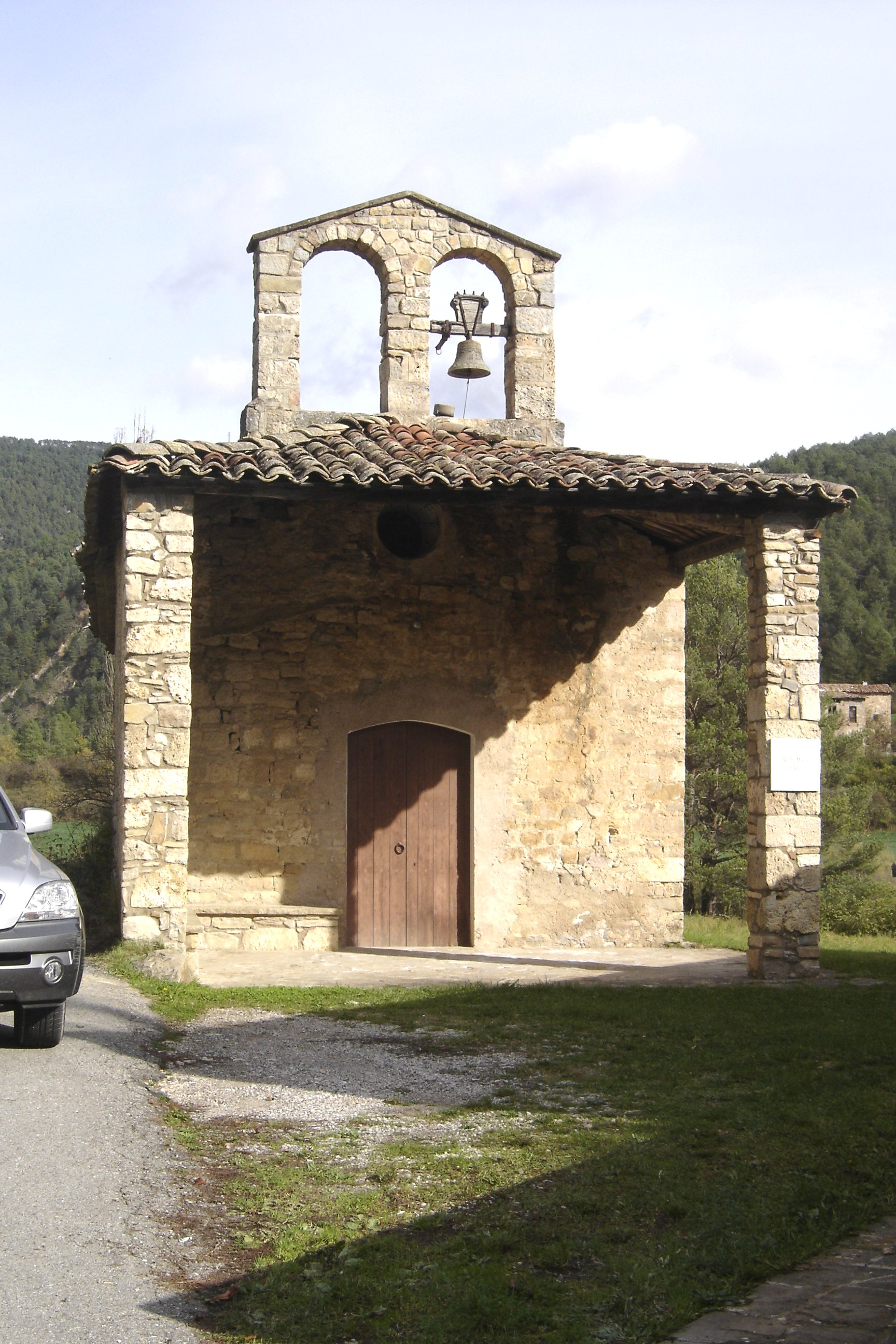
L'església de Santa Maria de Valls

| Evolució demogràfica |            |            |            |                   |                   |                   |       |
| Any                  | Nucli urbà | Nucli urbà | Nucli urbà | Poblament dispers | Poblament dispers | Poblament dispers | Total |
| Any                  | Homes      | Dones      | Total      | Homes             | Dones             | Total             | Total |
| 2000                 | 0          | 0          | 0          | 19                | 11                | 30                | 30    |
| 2001                 | 0          | 0          | 0          | 19                | 9                 | 28                | 28    |
| 2002                 | 0          | 0          | 0          | 19                | 10                | 29                | 29    |
| 2003                 | 0          | 0          | 0          | 23                | 17                | 40                | 40    |
| 2004                 | 0          | 0          | 0          | 15                | 12                | 27                | 27    |
| 2005                 | 0          | 0          | 0          | 14                | 12                | 26                | 26    |
| 2006                 | 0          | 0          | 0          | 12                | 12                | 24                | 24    |
| 2007                 | 0          | 0          | 0          | 14                | 16                | 30                | 30    |
| 2008                 | 0          | 0          | 0          | 11                | 14                | 25                | 25    |
| Font: INE            |            |            |            |                   |                   |                   |       |

## Poblament
Sense cap pretensió de ser exhaustiu, la llista que segueix a continuació és una relació de les cases o masies de les quals se'n troba referència als arxius parroquials. Entre parèntesis, la cronologia de la primera referència històrica que s'ha trobat.
- Aiguaviva (segle XVII). 42° 7′ 16.85″ N, 1° 39′ 49.19″ E / 42.1213472°N,1.6636639°E
- Cal Badia (segle XV) 42° 7′ 48.86″ N, 1° 40′ 6.731″ E / 42.1302389°N,1.66853639°E
- Cal Sastre Barat o Cal Barat (segle xix) 42° 7′ 26.70″ N, 1° 39′ 48.14″ E / 42.1240833°N,1.6633722°E
- Cal Bossoms (desapareguda)(segle xix). Possiblement és la mateixa que Cal Bossols (segle xiii)
- Coll de Vera (desapareguda)(segle xix). Probablement situada per la rodalia de la collada amb aquest topònim ((segle XV) 42° 6′ 43.67″ N, 1° 38′ 26.20″ E / 42.1121306°N,1.6406111°E
- Cal Costa de Vilavert (segle xix).
- Cal Cots. (?) 42° 7′ 57.98″ N, 1° 40′ 13.92″ E / 42.1327722°N,1.6705333°E
- Cal Culleraire (segle xix) 42° 8′ 27.49″ N, 1° 40′ 23.09″ E / 42.1409694°N,1.6730806°E
- Cal Grau (segle XVII)
- Cal Jepó (segle xix)
- Maçaners (segle XVII) 42° 7′ 37.84″ N, 1° 40′ 40.73″ E / 42.1271778°N,1.6779806°E
- La Pera (segle XVII) 42° 7′ 25.41″ N, 1° 40′ 56.979″ E / 42.1237250°N,1.68249417°E
- Cal Riu (Mas del Riu, segle xiii?) 42° 7′ 53.60″ N, 1° 39′ 57.00″ E / 42.1315556°N,1.6658333°E
- Cal Riu de Gat Vilaró (desapareguda) (segle XVII)
- Casa Riudevalls. (XX). 42° 8′ 18.98″ N, 1° 40′ 24.56″ E / 42.1386056°N,1.6734889°E
- La Balma del Sagarra.
- Casa Saragossa (XIX). 42° 7′ 12.81″ N, 1° 39′ 44.30″ E / 42.1202250°N,1.6623056°E
- Cal Sastre de Valls. 42° 8′ 17.95″ N, 1° 40′ 24.56″ E / 42.1383194°N,1.6734889°E
- Cal Teuler (segle xviii) 42° 8′ 11.11″ N, 1° 40′ 25.10″ E / 42.1364194°N,1.6736389°E

Fins fa relativament pocs anys, a Cal Teuler hi hagué un hostal. El 24 de març de 1948 en Marcel·lí Massana, destacat membre del maquis, hi dugué a terme un atracament que va tenir força ressò a la comarca.
- La Vila (segle xvi) (enrunada) 42° 8′ 27.35″ N, 1° 40′ 4.125″ E / 42.1409306°N,1.66781250°E
- Cal Xut (segle xix) (enrunada) 42° 8′ 21.49″ N, 1° 40′ 46.09″ E / 42.1393028°N,1.6794694°E
- Can Villaró (enrunada) (?) 42° 8′ 5.108″ N, 1° 40′ 0.318″ E / 42.13475222°N,1.66675500°E